# Gouverneur de la Banque des États de l'Afrique centrale
Le gouverneur de la Banque des États de l'Afrique centrale dirige la Banque des États de l'Afrique centrale (BEAC). Créé après le transfert du siège de la BEAC de Paris à Yaoundé en 1977, le poste de gouverneur est actuellement occupé par le Tchadien Abbas Mahamat Tolli depuis 2017.

## Nomination
Le gouverneur de la Banque des États de l'Afrique centrale (BEAC) est nommé par la Conférence des chefs d'État de la Communauté économique et monétaire de l'Afrique centrale (CEMAC), sur proposition du Comité ministériel de l'Union monétaire d'Afrique centrale (UMAC) et après avis conforme du Conseil d'administration de la BEAC statuant à l'unanimité. Son mandat irrévocable est de sept ans non renouvelables.

## Fonctions
Le gouverneur dirige la Banque des États de l'Afrique centrale (BEAC) et exerce à ce titre des prérogatives propres. Il préside le gouvernement de la BEAC et le Comité de politique monétaire et veille à la bonne exécution de leurs décisions.

## Liste des gouverneurs successifs

### Gouverneurs
Le poste de gouverneur a été créé à la suite du transfert du siège de la BEAC de Paris à Yaoundé en 1977. 
En 2010, la nomination de l'équatoguinéen Lucas Abaga Nchama a mis fin à une pratique issue des accords de Fort-Lamy, signés en 1973, aux termes desquels le poste devait échoir à un Gabonais, tandis que celui de vice-gouverneur était attribué à un Congolais ou à un Tchadien et en contrepartie de quoi la BEAC siégeait dans la capitale camerounaise.
| Gouverneur           | État d’origine            | Mandat          | Mandat          | Portrait | Signature |
| -------------------- | ------------------------- | --------------- | --------------- | -------- | --------- |
| Casimir Oyé Mba      | Gabon                     | avril 1978      | 24 juillet 1990 |          |           |
| Jean-Félix Mamalepot | Gabon                     | 24 juillet 1990 | 21 juin 2007    |          |           |
| Philibert Andzembe   | Gabon                     | juillet 2007    | 2010            |          |           |
| Lucas Abaga Nchama   | Guinée équatoriale        | 2010            | 10 janvier 2017 |          |           |
| Abbas Mahamat Tolli  | Tchad                     | 17 février 2017 | janvier 2024    |          |           |
| Yvon Sana Bangui     | République centrafricaine | 9 février 2024  |                 |          |           |

### Vice-gouverneurs
| Vice-gouverneur       | État d’origine      | Mandat           | Mandat         | Portrait |
| --------------------- | ------------------- | ---------------- | -------------- | -------- |
| Rigobert Roger Andely | République du Congo | 17 mars 1998     | 18 août 2002   |          |
| Pacifique Issoïbeka   | République du Congo | 13 novembre 2003 | 7 janvier 2005 |          |
| Rigobert Roger Andely | République du Congo | 14 février 2005  | janvier 2010   |          |
| Tahir Hamid Nguilin   | Tchad               | juin 2010        | juin 2016      |          |
| Dieudonné Evou Mekou  | Cameroun            | 17 février 2017  | 17 mars 2023   |          |
| Michel Dzombala       | République du Congo | 17 mars 2023     | en cours       |          |